# آل سينتس (محطة مترو أنفاق لندن)
آل سينتس (بالإنجليزية: All Saints)‏ هي إحدى محطات مترو أنفاق لندن. تقع على خط قطار دوكلاندز الخفيف (فرع ستراتفورد) أفتتحت في المنطقة (Zone) رقم 2 أفتتحت في 31 أغسطس 1987.

## معرض صور

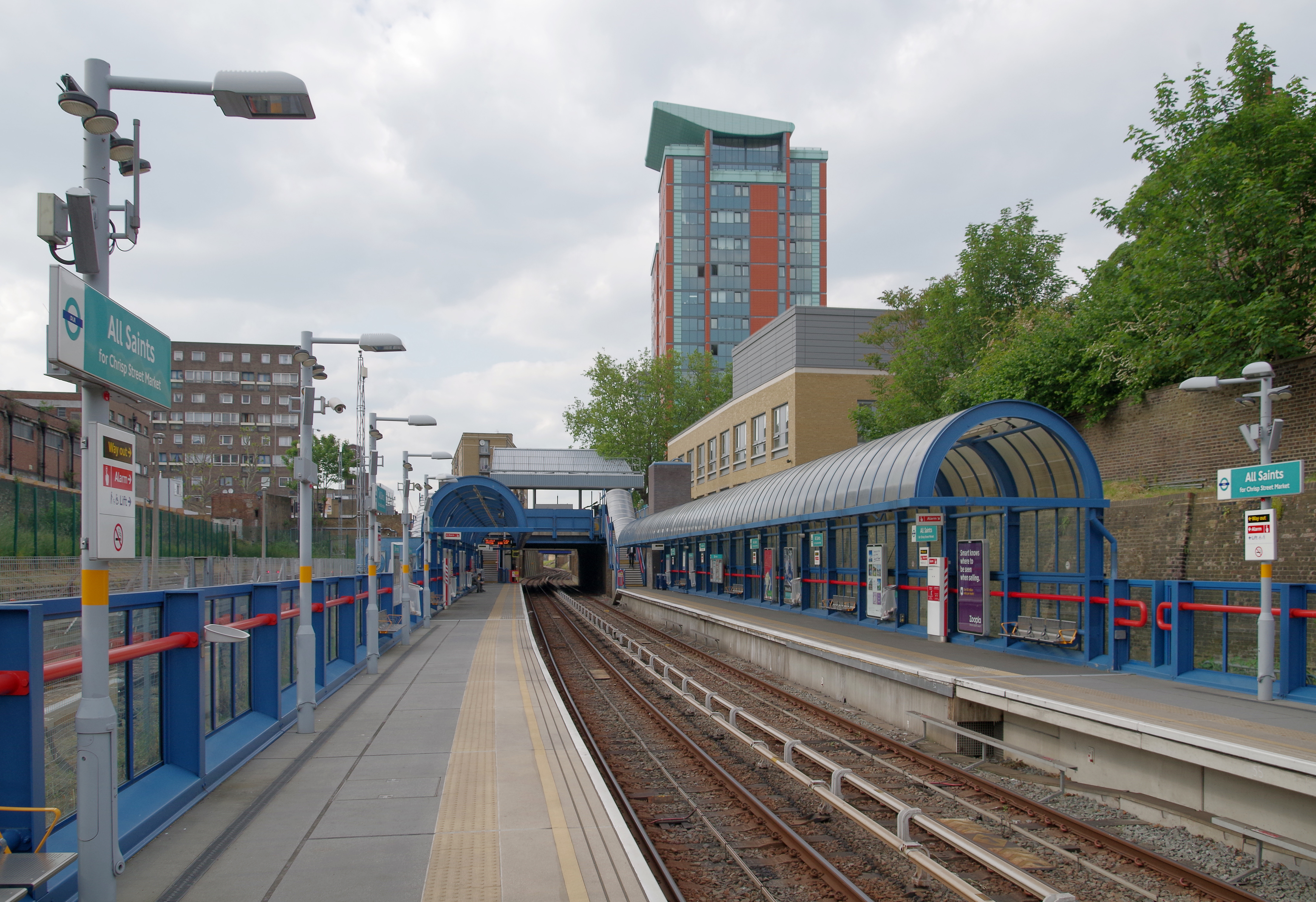
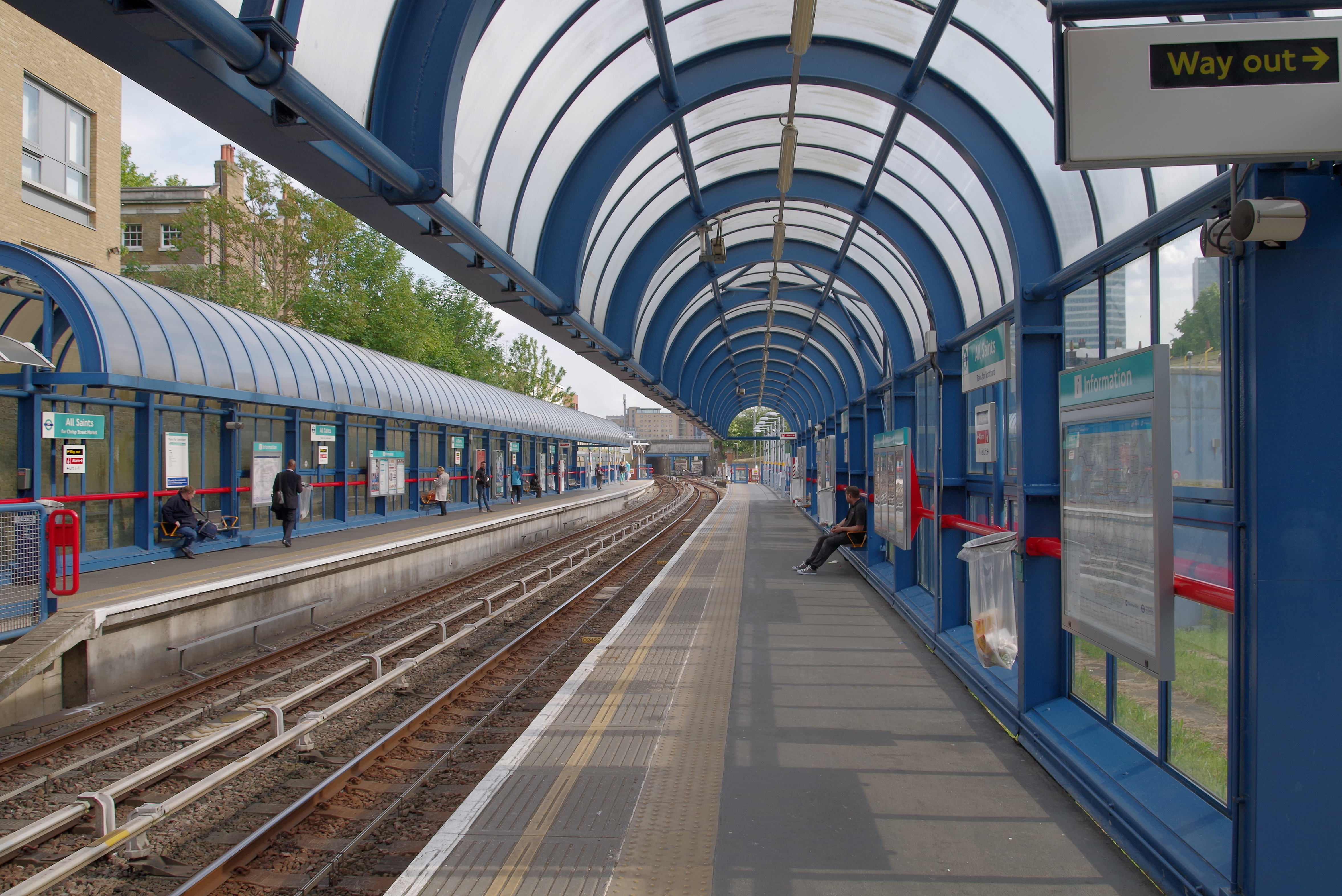
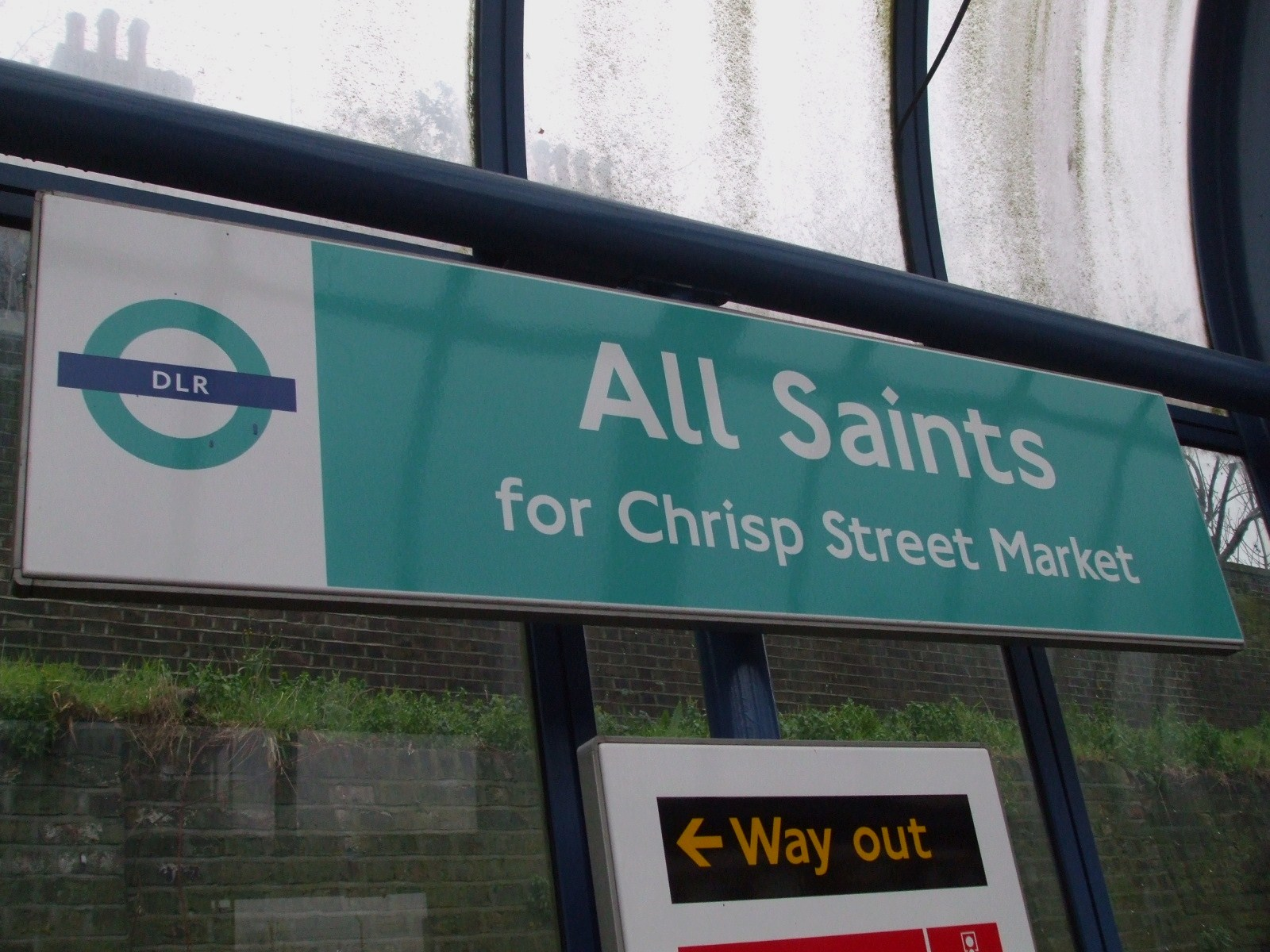